# Loèche
Loèche - em alemão Leuk -  é uma comuna da Suíça, no Cantão Valais, com cerca de 3.675 habitantes. Estende-se por uma área de 66,4 km², de densidade populacional de 77 hab/km². Confina com as seguintes comunas: Agarn, Albinen, Bratsch, Chandolin, Erschmatt, Guttet-Feschel, Inden, Salgesch, Turtmann, Varen. 
A língua oficial nesta comuna é o Alemão.